# روزاریا آیلو
روزاریا آیلو (انگلیسی: Rosaria Aiello؛ زادهٔ ۱۲ مهٔ ۱۹۸۹) ورزشکار واترپلو اهل ایتالیا است.
وی در مسابقات کشوری و بین‌المللی در مجموع برندهٔ ۱ مدال طلا، ۱ مدال نقره، ۲ مدال برنز شده‌است.